# Christoph Gottlieb Nicolai
Christoph Gottlieb Nicolai (* 1682 in Frankfurt/Oder; †  18. Februar 1752 in Berlin) war ein deutscher Verleger und Buchhändler in Berlin. Er begründete die Nicolaische Verlagsbuchhandlung.

## Leben
Nicolai war Gehilfe (Handlungsdiener) bei dem Buchhändler Gottfried Zimmermann in Wittenberg. 1713 erhielt er dessen Filialbuchhandlung in Berlin in der Heilig-Geist-Straße und eröffnete im selben Jahr dort auch einen Verlag. Am 3. Mai wurde ihm das königliche Privileg dafür ausgestellt.
Nicolai wurde ein erfolgreicher Verleger. Er publizierte unter anderem germanistische Werke und Schulbücher.
Christoph Gottlieb Nicolai war ein sittenstrenger, sparsamer und frommer Mann, der den calvinistisch geprägten Moralvorstellungen seiner Zeit entsprach.
Er war mit Maria Justine Zimmermann, der Tochter des Wittenberger Verlegers verheiratet. Seine Söhne übernahmen die Nachfolge
- Gottfried Wilhelm Nicolai († 1759), führte die Verlagsbuchhandlung bis zu seinem frühen Tod
- Gottlob Samuel Nicolai
- Friedrich Nicolai (1733–1811) wurde einer der wichtigsten Aufklärer in Berlin und führte die Verlagsbuchhandlung zu großer Bedeutung.